# The Long Walk
The Long Walk är en kommande amerikansk dystopisk skräckfilm i regi av Francis Lawrence och skriven av JT Mollner. Den är baserad på Stephen Kings roman med samma namn från 1979, som publicerades i svensk översättning med titeln Maratonmarschen.
The Long Walk är planerad att släppas för biopremiär i USA den 12 september 2025.

## Rollista
| Cooper Hoffman      | – Raymond Garraty |
| David Jonsson       | – Peter McVries   |
| Mark Hamill         | – Borgmästaren    |
| Garrett Wareing     | – Stebbins        |
| Charlie Plummer     | – Gary Barkovitch |
| Ben Wang            | – Henry Olson     |
| Roman Griffin Davis | – Arthur Baker    |
| Judy Greer          | – Mrs. Garraty    |
| Tut Nyuot           | – TBA             |
| Jordan Gonzalez     | – TBA             |
| Joshua Odjick       | – TBA             |
| Izabella Raven      | – TBA             |